# Ian Tattersall

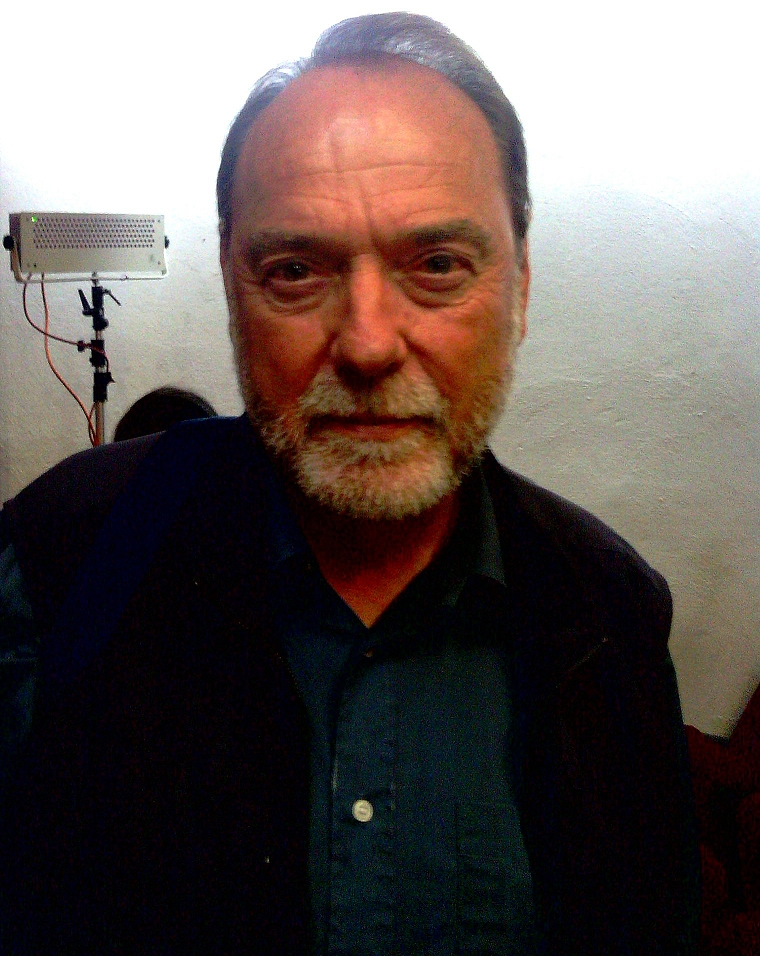
Ian Tattersall (2012)

Ian Tattersall – paleoantropolog i kustosz w Amerykańskim Muzeum Historii Naturalnej. Stopień naukowy doktora otrzymał na Uniwersytecie Yale w roku 1971.

## Publikacje
- I stał się człowiek. Ewolucja i wyjątkowość człowieka, Warszawa, 2001, Wydawnictwo W.A.B. (Becoming Human: Evolution and Human Uniqueness, 1998)
- Dzieje człowieka od jego początków do IV tysiąclecia p.n.e. (przekład Ewa Suskiewicz), Warszawa, Państwowy Instytut Wydawniczy, 2010